# 死にぞこないの青
『死にぞこないの青』（しにぞこないのあお）は、乙一の長編小説、及びこれを原作とした漫画作品、日本映画である。

## あらすじ
小学生のマサオは、人の目に非常に臆病な子供だ。マサオは入りたかった飼育委員になる決定の話し合いに参加する機会を逃した。話し合いが行われた事情を知らなかったマサオは、希望者のうち2人が辞退したという話を聞き、飼育委員の枠ができたと思い、クラスの担任教師である羽田に自分が飼育委員だと伝えてしまった。羽田はマサオが嘘をついたと思い、羽田からの憎悪を買ってしまった。マサオは弁解する勇気もなく、羽田はことあるごとにクラスの問題をマサオに押し付け、マサオは羽田だけでなくクラスメートからもいじめを受けるようになる。
追い詰められていくマサオの前に、ある日真っ青な姿をした少年「アオ」の姿が現れ、彼の支えとなっていく。しかしアオは、マサオに自身を傷つける羽田やクラスメートへの反撃をそそのかしていく。

## 小説
2001年10月に、幻冬舎から書き下ろしで文庫本が発売された。

### 刊行情報
- （幻冬舎文庫、2001年10月1日発売、ISBN 978-4344401631）

## 漫画
2003年9月に、山本小鉄子の作画により幻冬舎コミックスの『ミステリービィストリート』から連載された。同原作者による『暗いところで待ち合わせ』、『しあわせは子猫のかたち』を同時収録している。

### 単行本
- 単行本（バーズコミックススペシャル、2003年9月24日発売、ISBN 978-4344802919
- 文庫版（幻冬舎コミックス漫画文庫、2009年10月23日発売、ISBN 978-4344817968）

## 映画
2007年夏に静岡県富士宮市などで撮影され、秋に完成。2008年8月30日に公開された。撮影場所は富士宮市立上野小学校。老朽化によって2008年から校舎建て替えを行う取り壊し前の校舎を使って撮影された。本篇のDVDは2009年1月21日発売。

### スタッフ
- 監督：安達正軌
- 脚本：森岡利行
- プロデューサー：西口典子
- 製作：石畑俊三郎、樫野孝人
- 撮影：福本淳
- 照明：市川德充
- 音楽：山下康介
- 美術：山下修侍
- 主題歌：椿屋四重奏『アンブレラ』
- 製作会社：エムシーエフ・プランニング2、STUDIO SWAN
- 共同製作：フューチャー・プラネット
- 配給：ザナドゥー

### キャスト
- 佐々木マサオ：須賀健太
- アオ：谷村美月
- 羽田光則：城田優
- 羽田由美子：入山法子
- 二ノ宮早苗：瓜生美咲
- 小村ミチオ：槇岡瞭介
- 佐々木秀之：博多華丸
- 佐々木恵美子：坂井真紀
- 佐々木ノブ：中村咲哉

### 主題歌
- 椿屋四重奏「アンブレラ」※配信限定リリース
  - 作詞・作曲・編曲：中田裕二

### 映像ソフト
- DVD（東映ビデオ、2009年1月21日発売、DSZD-08528）